# NAINAINAI
「NAINAINAI」（ナイナイナイ）は、新しい学校のリーダーズの楽曲。2021年1月20日に配信限定シングルとしてリリースされた。
　

## 概要
88risingとの契約を2020年11月に発表し、ATARASHII GAKKO!名義で本作より世界デビューを果たす。本作は前作「恋文」より約8か月後のリリースである。
作詞・作曲は「オトナブルー」、「ケセラセラ」を提供したyonkeyが再び起用された。海外を意識してか、それまでの楽曲には無かったヒップホップ要素の強い作風になっている。国外のライブにおいてはトリで歌われる事が多く、リードボーカルのSUZUKAが客席を縦横無尽に移動して盛り上げるのが定番となっている。
ミュージック・ビデオは、2018年のアルバム『マエナラワナイ』に収録された楽曲「席替ガットゥーゾ」の詞を元にした構成になっている。
2023年公開の映画『ザ・クリエイター/創造者』の劇中で本曲が数秒ほど流れるシーンがある。